# The Fast and the Furious
The Fast and the Furious (englisch für „Die Schnellen und die Wilden“) ist ein US-amerikanisch-deutscher Actionfilm aus dem Jahr 2001, der in der illegalen Straßenrennen- und Tuningszene spielt. Der Film stellt den Beginn einer mehrteiligen Filmreihe dar, die bisher zehn Spielfilme und zwei Kurzfilme umfasst.

## Handlung
Dominic „Dom“ Toretto ist der Kopf einer Straßenrenn-Gang, die im Verdacht steht, fahrende Lastwagen zu kapern, die wertvolle technische Waren geladen haben. Undercover-Cop Brian O’Conner versucht herauszufinden, wer die Lastwagen tatsächlich beraubt, indem er mit der Hilfe eines Autoteilehändlers, der mitspielen muss, da er sonst wegen Hehlerei verhaftet werden würde, die lokale Straßenrennszene infiltriert.
Bei einem illegalen Autorennen verliert Brian seine Autopapiere an Dominic Toretto. Als das Auto anschließend von Gangchef Johnny Tran, einem Rivalen Dominics, zerstört wird, versucht Brian, das Vertrauen von Dom zu gewinnen, indem er mithilft, einen Toyota Supra aufzurüsten, mit dem er seine Schuld bei Dom begleichen will. Währenddessen verliebt er sich in Doms jüngere Schwester Mia. Brian gerät bald in einen Zwiespalt zwischen seiner beruflichen Verpflichtung und der wachsenden Freundschaft zu Dominic, während seine Vorgesetzten ihm weiter Druck machen, Ergebnisse zu seinen Ermittlungen zu liefern.
Brian kommt zu der Erkenntnis, dass Dominic und seine Truppe einen weiteren Überfall auf einen Lastwagen planen. Er klärt Mia über seine wahre Identität und Absichten auf und erfährt, dass der Überfall bereits im Gange ist. Brian überzeugt Mia, ihn zum Ort des Geschehens zu führen. Sie erreichen die Szenerie, als Vince, ein treuer Gefolgsmann Dominics, schwer verletzt am LKW hängt – der Überfall war misslungen. Mehrere Rettungsversuche seiner Teamkameraden scheiterten. Brian rettet Vince und fordert einen Rettungshubschrauber an, wobei er erwähnt, dass er ein Cop sei. Daraufhin verschwindet Dominic zusammen mit seinen Teammitgliedern. Auf der Suche nach Jesse, der sich nach einem verlorenen Straßenrennen auf der Flucht vor Johnny Tran befindet, kehrt Dominic zu seinem Haus zurück. Hier trifft er auf Brian, der ihn festnehmen will. Die Situation droht zu eskalieren, als Jesse auftaucht und unmittelbar danach von Johnny niedergeschossen wird. Brian und Dominic nehmen die Verfolgung auf. Johnny stirbt während der Verfolgungsjagd durch eine Kugel aus Brians Waffe.
Dominic fordert Brian anschließend zu einem Viertelmeilenrennen auf seiner alten Rennstrecke, die er in Jugendzeiten nutzte, auf. Das Rennen geht unentschieden aus. Doms Wagen kollidiert jedoch nach Überquerung der Eisenbahnschiene, die als Ziellinie dient, mit einem Lastwagen und überschlägt sich mehrmals. Brian hilft Dom aus dem zerstörten Wagen und beschließt, ihn entkommen zu lassen. Mit der Erklärung, er schulde ihm noch ein Zehn-Sekunden-Auto, überreicht Brian Dominic die Schlüssel für den Toyota Supra. Dom fährt davon, bevor die Polizei eintrifft.
In der Endsequenz sieht man, wie Dominic Toretto mit einer 1970er Chevrolet Chevelle SS (Muscle-Car) durch das mexikanische Niederkalifornien fährt; anscheinend ist ihm die Flucht gelungen.

## Produktion

### Synchronisation
Die deutsche Synchronisation entstand nach einem Dialogbuch und der Dialogregie von Oliver Rohrbeck im Auftrag der Berliner Synchron GmbH Wenzel Lüdecke, er selbst übernahm die Sprechrolle des Lance Nguyen.
| Rollenname            | Darsteller         | Deutsche Synchronstimme |
| --------------------- | ------------------ | ----------------------- |
| Dominic „Dom“ Toretto | Vin Diesel         | Martin Keßler           |
| Brian O’Conner        | Paul Walker        | David Nathan            |
| Letty Ortiz           | Michelle Rodriguez | Ghadah Al-Akel          |
| Mia Toretto           | Jordana Brewster   | Ranja Bonalana          |
| Agent Bilkins         | Thom Barry         | Tilo Schmitz            |
| Edwin                 | Ja Rule            | Asad Schwarz            |
| Harry                 | Vyto Ruginis       | Thomas Wolff            |
| Hector                | Noel Gugliemi      | Michael Deffert         |
| Jesse                 | Chad Lindberg      | Marcel Collé            |
| Johnny Tran           | Rick Yune          | Stefan Krause           |
| Lance Nguyen          | Reggie Lee         | Oliver Rohrbeck         |
| Leon                  | Johnny Strong      | Matthias Hinze          |
| Sgt. Tanner           | Ted Levine         | Reinhard Kuhnert        |
| Ted Gassner           | Beau Holden        | Gerald Paradies         |
| Vince                 | Matt Schulze       | Thomas Nero Wolff       |

### Verwendete Autos

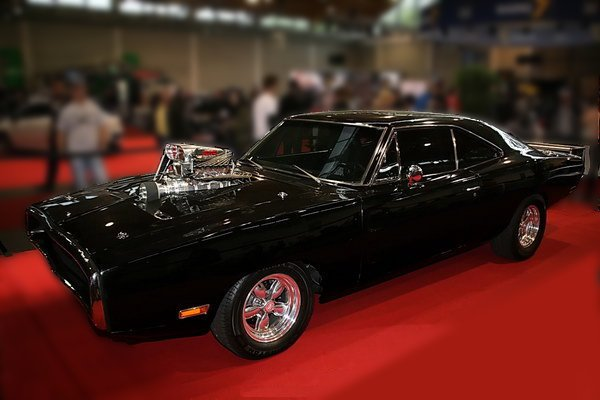
1970er Dodge Charger

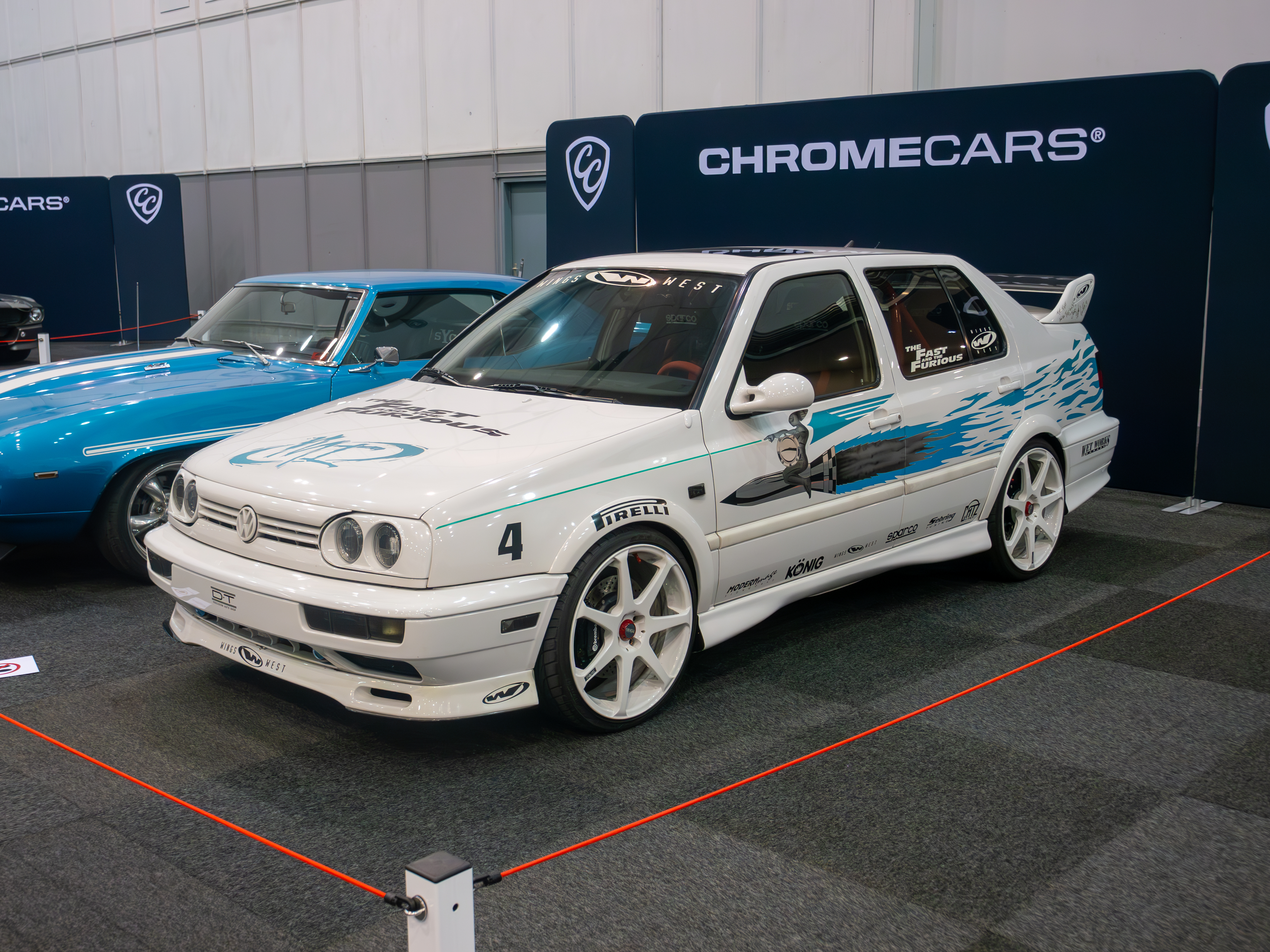
Jesses VW Jetta

- Honda Civic Coupé (EJ 1) (um die LKW-Überfälle durchzuführen)[3]
- Nissan Silvia S14a (gefahren von Letty)
- Mazda RX-7 (FD3S) (gefahren von Dominic „Dom“ Toretto)
- VW Jetta (gefahren von Jesse)
- Mitsubishi Eclipse D30 (wird im ersten Rennen von dem Protagonisten Brian (Paul Walker) gefahren)
- Honda S2000 (AP1) (gefahren von Johnny Tran, der bei den „Race Wars“ gegen den VW Jetta gewinnt)
- Toyota Supra RZ (JZA-80, auch bekannt als MK. IV) (wird von Brian gefahren, nachdem sein Mitsubishi in die Luft gesprengt wurde)
- Ford SVT F150 Lightning (gefahren von Brian, Firmenwagen des Tuningladens The Racers Edge)
- Nissan Skyline GT-R R33 (gefahren von Leon)[4]
- Nissan Maxima (gefahren von Vince)
- 1970er Dodge Charger R/T, den Toretto am Ende fährt
- Ferrari F355 F1 Spider (gefahren von Neal H. Moritz)
- Honda Civic Type R (Hectors Auto)
- Honda Integra (DC2) (im ersten Rennen der Wagen von Edwin)

## Rezeption

### Kritiken
Lexikon des internationalen Films: „Technisch aufwändig und kostspielig inszeniertes Exploitation-Kino vergangener Jahrzehnte, in dessen Mittelpunkt ,frisierte‘ Kraftfahrzeuge stehen, denen mehr Interesse entgegengebracht wird als der Charakterzeichnung der menschlichen Akteure.“
Dem Film standen Produktionskosten in Höhe von 38 Millionen US-Dollar gegenüber, der Film spielte weltweit rund 207,28 Millionen US-Dollar ein.

### Auszeichnungen
Taurus Awards 2002
- Auszeichnung in der Kategorie Bester Stunt-Fahrer (Best Driving)
- Auszeichnung in der Kategorie Bester Fahrzeugstunt (Best Work With A Vehicle)
- Auszeichnung in der Kategorie Bester Stunt eines Mannes (Best Overall Stunt By A Stunt Man)
- Auszeichnung in der Kategorie Bester Stunt einer Frau (Best Overall Stunt By A Stunt Woman)
- Auszeichnung in der Kategorie Bester Stuntkoordinator – Film (Best Stunt Coordination – Feature Film)
- Nominierung in der Kategorie Härtester Schlag (Hardest Hit)

MTV Movie Awards 2002
- Auszeichnung in der Kategorie Bestes Leinwand-Duo für Vin Diesel und Paul Walker

## Fortsetzungen
2003 folgte die Fortsetzung 2 Fast 2 Furious, in dem Paul Walker erneut als Brian O’Conner zu sehen ist. Vin Diesel war aufgrund einer zu hohen Gagenforderung nicht dabei. Dem folgten bis einschließlich 2021 acht weitere Filme der Reihe.

## Trivia
- Die Handlung weist Parallelen zu dem Film Gefährliche Brandung mit Keanu Reeves aus dem Jahr 1991 auf. Beide Filme zeigen einen Undercover-Cop, der eine Gruppe von Extremsportlern infiltriert, um Informationen über eine Diebstahlserie zu bekommen.
- Beflügelt durch den großen Erfolg von The Fast and the Furious änderte Electronic Arts seine Videospielreihe Need for Speed vom Rennen mit Sportwagen und Edelkarossen zu einer Reihe, welche einen weiteren Schwerpunkt auf das Tunen der dort enthaltenen Fahrzeuge legt, genau wie in The Fast and the Furious, also „Untergrund“-Rennen.
- Arbeitstitel für The Fast and the Furious war unter anderem „Race Wars“.
- In einer Szene lief der Film Dragon – Die Bruce Lee Story auf einem Fernseher – dieser wurde ebenfalls unter der Regie von Rob Cohen erstellt.